# Antonio Tozzi (cestista)
Antonio Héctor Tozzi (Córdoba, 5 marzo 1940 – 25 gennaio 2017) è stato un cestista argentino.

## Carriera
Con l'Argentina ha disputato due mondiali (1959, 1963) e quattro edizioni dei Campionati sudamericani (1960, 1963, 1968, 1969), vincendo due medaglie di bronzo.